# Valievka, Krasnodon
Valievka (în ucraineană Валієвка) este localitatea de reședință a comunei Valievka din raionul Krasnodon, regiunea Luhansk, Ucraina.

## Demografie
Componența lingvistică a localității Valievka
     Rusă (80%)
     Ucraineană (20%)
Conform recensământului din 2001, majoritatea populației localității Valievka era vorbitoare de rusă (80%), existând în minoritate și vorbitori de ucraineană (20%).